# Daisuke Amaya
Daisuke Amaya (天谷 大輔, Amaya Daisuke, geboren op 29 april, 1977), ook bekend onder de pseudoniem Pixel, is een Japanse indie game developer. Hij is vooral bekend voor het ontwikkelen van Cave Story (洞窟物語, Dōkutsu Monogatari) en Kero Blaster.

## Spellen
Zijn meest populaire spel, Cave Story, is een freeware pc-platformspel die in 2004 werd uitgebracht. Amaya heeft het spel gedurende 5 jaar in zijn eentje ontwikkeld. Het spel kreeg veel lof van critici en stond in juli 2006 bovenaan de lijst van Super PLAY met de 50 beste freeware-games aller tijden.
Amaya's andere werk omvat het spel Ikachan dat hij in 2000 uitbracht, evenals kleinere en onopvallendere spellen. Voordat hij aan Kero Blaster werkte, werkte hij aan een spel met de titel "Rockfish", dat ergens in 2012 zou moeten worden voltooid. Het project werd voor onbepaalde tijd onderbroken en is waarschijnlijk geannuleerd. Amaya werd gecrediteerd met het verhaalconcept voor Nicklas Nygren's NightSky. In mei 2014 bracht Amaya Kero Blaster uit, een side-scrolling platform shooter game. Dit spel was het eerste grote project waar Amaya aan had gewerkt sinds de release van Cave Story. Een maand voor de release van Kero Blaster bracht Pixel een korte demo uit genaamd Pink Hour, waarin je een roze kantoorvrouw bestuurd. In oktober 2015 werd Kero Blaster geüpdatet onder de naam Kero Blaster ZANGYOU-mode, met een nieuw verhaal, levels en over het algemeen grotere moeilijkheidsgraad. Ook werd er een vervolg op Pink Hour uitgebracht, genaamd Pink Heaven. 

## Audiosoftware
Amaya heeft zijn eigen software ontwikkeld voor het samenstellen van audio en muziek. Al zijn muziekcompositiesoftware maakt gebruik van een bewerkingsinterface voor pianorol. 
Org Maker is de software die wordt gebruikt om muziek te maken voor het lichtgewicht .org-bestandsformaat dat werd gebruikt in Cave Story. 
Hij ontwikkelt voortdurend de opvolger van Org Maker, de freeware audiobewerkingssuite PxTone. Gebruikers kunnen hun eigen audiosamples maken en muziek componeren met PxTone Collage. 

## Ludografie
- Ikachan (2000) 
  - Ikachan 3DS (2013)
- Azarashi (2001) 
  - Azarashi iOS (2012)
- Bril (Megane) (2003)
- Cave Story (2004) 
  - Cave Story + (2011)
  - Cave Story 3D (2011)
- Guxt (2007)
- NightSky (2011)
- Pink Hour (2014)
- Kero Blaster (2014)
- Pink Heaven (2015)